# مزرعه النهر
مزرعه النهر یک منطقهٔ مسکونی در لبنان است که در شهرستان زغرتا واقع شده‌است. مزرعه النهر ۳۷۸ نفر جمعیت دارد.